# 청도 운문사 동호
청도 운문사 동호(淸道 雲門寺 銅壺)는 대한민국 경상북도 청도군 운문사에 있는 고려시대의 항아리이다. 1963년 1월 21일 대한민국의 보물 제208호로 지정되었다.

## 개요
이 항아리는 전체가 흑색을 띠고 있으며 무엇에 사용되었는지 알 수 없으나, 감로준(甘露樽)이라는 이름이 전하고 있는 점으로 보아 불교 용기의 하나로 추측된다.
높이 55cm, 아가리 지름 19.5cm, 몸지름 31cm로 뚜껑 모서리 부분은 둥글게 표현하였고 위로 6장의 연꽃잎과 十자형으로 된 불꽃 모양이 있는 높은 손잡이가 달려있다.
어깨는 넓고 밑에 굽이 달린 항아리로 몸체의 좌우에는 손잡이 구실을 하는 굵은 고리가 달려 있다. 몸의 높이 33.5cm에 비해 뚜껑 높이가 24cm로 매우 높은 비율을 보이며, 특이한 뚜껑 손잡이 형태가 주목된다. 특히 뚜껑 손잡이의 불꽃 모양은 통일 신라 말에서 고려 시대에 걸쳐 만든, 스님의 사리를 모시는 부도의 머리장식에서 흔히 볼 수 있는 것이어서 그것과의 연관성이 짐작된다.
어깨 부분에 제작시기와 관련된 글이 쓰여 있는데 고려 문종 21년(1067)에 수리하였다고 기록되어 있어, 제작연대는 이보다 앞선 신라 말이나 고려 초가 아닌가 추정된다.

## 같이 보기
- 운문사

## 참고 자료
- 청도 운문사 동호 - 국가유산청 국가유산포털